# 中国农业大学烟台研究院
中国农业大学烟台研究院（英語：Yantai Institute of China Agricultural University，缩写：YICAU），简称中农烟院，是中国农业大学在中华人民共和国山东省烟台市莱山区设立的一个直属教育科研机构，由中国农业大学与烟台市人民政府合作建设。
烟台研究院招收本科生、第二学士学位学生和硕士研究生，授予与北京本部相同的学位、学历证书，是中国农业大学实质上的异地校区。被烟台研究院录取的本科生，需在北京本部完成第一年学业，后三年学业回到烟台完成。

## 校史沿革
1982年，山东省在烟台市设立了山东省烟台农业学校。
1993年，经原国家教委批准，原北京农业大学依托山东省烟台农业学校创办了烟台教学基地。
2002年，山东省人民政府同意烟台市人民政府与中国农业大学合作，在烟台设置校区；2003年，双方签署联合办学协议，正式设立中国农业大学烟台校区。
2007年，教育部批复同意设立中国农业大学烟台研究院。
2015年，经中国农业大学党委常委会暨校长办公会研究决定，中国农业大学烟台研究院在烟台注册为独立事业法人，成为中国农业大学的二级单位。
2019年起，烟台研究院开展硕士研究生教育。2020年起，中国农业大学开展全日制普通第二学士学位教育，在烟台研究院完成全程培养。
学校曾长期对外使用中国农业大学（烟台）的名称。2021起，对外使用中国农业大学烟台研究院的全称。

## 下设机构

### 二级学院

#### 人文与经济管理学院
2019年自人文学院和商学院合并而成。设置公共管理系、市场营销系、电子商务系、会计系、外语教学部、思政教学部和体艺教学部七个系（部），开设公共事业管理、市场营销和电子商务三个全日制普通本科专业，开设公共事业管理、市场营销、会计学三个第二学士学位全日制普通本科专业。

#### 海洋与农业工程学院
2019年自海洋学院、理工学院、葡萄与葡萄酒学院合并而成。下设水产养殖学、设施农业科学与工程、葡萄与葡萄酒工程以及基础教学系4个系，开设水产养殖学、设施农业科学与工程以及葡萄与葡萄酒工程3个本科专业。

### 书院

#### 润泽书院
2024年9月成立，负责第二学士学位学生事务管理、思想政治教育以及学生心理健康教育等工作。

## 中外合作办学项目
中国农业大学曾两次意图利用烟台研究院建设中外合作办学项目，均以失败告终。

### 烟台都柏林大学（取消）
2013年3月14日，中国农业大学、烟台市人民政府和都柏林大学达成谅解备忘录，计划以中国农业大学烟台研究院为基础建设烟台都柏林大学。
2013年5月20日，时任教育部副部长郝平会见都柏林大学校长休·布雷迪，中国农业大学时任党委书记瞿振元、校长柯炳生等陪同会见。双方就中国农业大学与爱尔兰都柏林大学在山东省烟台市设立烟台都柏林大学的合作设想交换了意见。
2013年12月12日，中国农业大学、烟台市人民政府和都柏林大学正式签署三方合作办学协议。
此项目因未知原因搁置，至今未有重启计划。

### 烟台格罗宁根大学（取消）
2015年10月26日，在中华人民共和国国家主席习近平和荷兰国王威廉·亚历山大的共同见证下，中国农业大学、烟台市人民政府和格罗宁根大学签署协议，以中国农业大学烟台研究院为基础，共建烟台格罗宁根大学。
2018年1月，格罗宁根大学理事会宣布暂停烟台格罗宁根大学项目。该合作项目虽被取消，但极大地改善了烟台研究院的基础设施，新建成的含有荷兰元素的图书馆、教学楼、宿舍楼、国际交流中心投入使用，使烟台研究院面貌焕然一新。

## 外部鏈接
- 中国农业大学烟台研究院主页 （页面存档备份，存于）